# 岩出山 (大崎市)
岩出山（いわでやま）は、宮城県大崎市の大字であり、旧玉造郡岩出山町上山里・下山里の各全部および岩出山町の大字なしの地域、旧玉造郡上山里村・下山里村、旧玉造郡葛岡村・上真山村・磯田村・下真山村に相当する。郵便番号は989-64。大崎市ホームページによると2021年4月1日時点での域内の人口は1,093人である。本項では廃止された大字である上山里・下山里についても解説する。

## 地理
岩出山は飛地が存在しており、岩出山上野目や岩出山池月が挟まる形となっている。北は栗原市と、南は岩出山南沢と接する。また、陸羽東線の快速湯けむり号が停車する岩出山駅が立地するなど旧岩出山町の中心地となっていた。

### 河川
- 江合川
- 蛭沢川

### 小字
岩出山の小字は以下の通りである。
- 上真山
  - 大森
  - 落合
  - 一本橋
  - 小倉
  - 荷坂下
  - 荷坂向
  - 仲居
  - 六田
  - 松沢
  - 土橋
  - 神明
  - 八幡
  - 上山田
  - 中山田
  - 下山田
  - 田子谷
  - 種蒔
  - 下汀
  - 上汀
  - 沓縫
  - 新田
  - 熊沢
  - 山崎
  - 黒松
  - 機織
  - 菅ノ沢
  - 菅沢馬舘
  - 浦前
  - 台田
  - 北沢
  - 西風北沢
  - 日向北沢
  - 野山
  - 北堂ノ沢
  - 日向堂ノ沢
  - 堂ノ沢
  - 南堂沢
  - 清水
  - 荒井沢
  - 田中
  - 外道
  - 下外道
  - 寺屋敷
  - 要害
  - 要害向
  - 日向要害
  - 金谷
  - 下金谷
  - 折ノ口
  - 金堀
  - 金堀長原
  - 松ヶ崎
  - 長橋
  - 反目
  - 団子沢
  - 出龍
  - 沢
  - 上南沢
  - 南沢
  - 坊帰
  - 坊帰日向
  - 南山崎
  - 街道上
  - 沢田
  - 赤新田日向
  - 九十田
  - 袖山
  - 欠
  - 西
- 葛岡
  - 野沢
  - 楢津
  - 南無田
  - 大師田
  - 高田
  - 早坂
  - 岩ノ沢
  - 中屋敷
  - 柳田
  - 二本松
  - 樋田
  - 要害
  - 引沼
  - 沼田
  - 若宮
  - 宮地
  - 大沢田
  - 舘ノ下
  - 宮ノ下
  - 沢田
- 下真山
  - 穴ノ原
  - 運難
  - 久保田
  - 盛舘
  - 盛舘前
  - 細田
  - 馬伏谷
  - 北山
  - 日向
  - 古屋舗
  - 中里向
  - 中里
  - 六田
  - 六田前
  - 六田向
  - 大坪
  - 三十刈
  - 境田
  - 雲雀休
  - 清水
  - 横川
  - 巣崎
  - 明山
  - 落合
  - 莇沢
  - 小坪
  - 小坪西
  - 欠前
  - 袋
  - 黄金田
  - 黄金田前
  - 佐野
  - 黄金森
  - 中谷地
  - 力石
  - 力石北
  - 力石西
  - 馬場
  - 要害
  - 寺前
  - 天神
  - 天神前
  - 地蔵田
  - 田中
  - 下川原
  - 大畑
  - 沖
  - 諏訪山
  - 石神
  - 箱形
  - 宿沢
  - 宿沢西
  - 宿沢前
  - 諏訪原
  - 栗木沢
  - 小田沢
  - 八幡
  - 東
  - 南
  - 北
- 磯田
  - 岩下
  - 菅刈場
  - 折居沢
  - 急松
  - 脇屋敷
  - 田中
  - 舘下
  - 北沢
  - 山際
  - 滑
  - 氏家舘
  - 向田
  - 中舘
  - 天神前
  - 天王前
  - 川戸沢
- 城山
- 新上川原
- 新通丁
- 新細峯
- 重蔵
- 大学町
- 通丁
- 轟
- 西御名掛
- 二ノ構
- 畑田
- 東御名掛
- 東川原
- 東川原町
- 毘沙門
- 蛭沢
- 船場
- 細峯
- 保土沢
- 前毘沙門
- 松沢
- 丸山

## 歴史
- 2006年（平成18年）3月31日 - 玉造郡岩出山町廃止に伴い、岩出山町上山里・下山里および大字なしの地域が大崎市岩出山として成立。

## 交通

### 鉄道
- JR陸羽東線
  - 岩出山駅 - 有備館駅

### バス
- 大崎市コミュニティバス
  - 鳴子線[7]

### 道路
- 国道108号
- 国道457号
- 宮城県道17号栗駒岩出山線
- 宮城県道164号岩出山停車場線
- 宮城県道167号真山高清水線
- 宮城県道226号岩出山宮崎線

## 学区
域内の児童は大崎市立岩出山小学校・大崎市立岩出山中学校に進学する。

## 人口
2021年（令和3年）4月1日時点での人口は以下の通りである。
| 外国人男 | 外国人女 | 日本人世帯数 | 日本人男 | 日本人女 | 計      |
| -------- | -------- | ------------ | -------- | -------- | ------- |
| 0人      | 1人      | 488世帯      | 568人    | 523人    | 1,093人 |

## 施設
- 岩出山城
- 大崎市立岩出山小学校
- 大崎市立岩出山中学校
- 感覚ミュージアム
- 七十七銀行岩出山支店
- 宮城県岩出山高等学校
- 有備館
- 岩出山郵便局
- 真山郵便局